# Alchemist (band)
 For alternative betydninger, se Alchemist. (Se også artikler, som begynder med Alchemist)
Alchemist er et australsk progressiv metal-band fra Canberra, som blander dødsmetal, progressiv rock, Psykedelisk musik, Eastern, Aboriginal og elektronisk musik.

## Album
- 1993 – Jar of Kingdom
- 1995 – Lunasphere
- 1997 – Spiritech
- 2000 – Organasm
- 2003 – Austral Alien
- 2007 – Tripsis

## Exceed
Exceed er et sideprojekt at Alchemist.

## Stil og specielle instrumenter
Alchemist bruger mange forskellige instrumenter fra El-guitar, El-bas og trommesæt til didgeridoo, akustisk guitar, keyboard og synthesizer.
| Musikgruppe | Spire Denne artikel om en australsk musikgruppe er en spire som bør udbygges. Du er velkommen til at hjælpe Wikipedia ved at udvide den. |